# Zelovo (Sinj)
Zelovo is een plaats in de gemeente Sinj in de Kroatische provincie Split-Dalmatië. De plaats telt 181 inwoners (2001).